# Philodromus simillimus
Philodromus simillimus là một loài nhện trong họ Philodromidae.
Loài này thuộc chi Philodromus. Philodromus simillimus được J. Denis miêu tả năm 1962.